# Franco Odoardi
Franco Odoardi, pseudonimo di Franco Odardi (Firenze, 22 gennaio 1932 – Roma, 7 novembre 2000), è stato un attore e doppiatore italiano.

## Biografia
Come interprete televisivo, nel 1968 e nel 1972 ha fatto parte del cast delle miniserie La donna di quadri e La donna di picche, dirette da Leonardo Cortese e centrate sulla figura del tenente Sheridan.
Per il cinema è stato interprete, fra le altre cose, di film di genere poliziottesco, come Napoli violenta e Il cinico, l'infame, il violento, entrambi con Maurizio Merli e diretti da Umberto Lenzi.

## Filmografia

Franco Odoardi in una scena splatter di Napoli violenta (1976) di Umberto Lenzi

### Cinema
- Capitani di ventura, regia di Angelo Dorigo (1961)
- Dieci italiani per un tedesco (Via Rasella), regia di Filippo Walter Ratti (1962)
- La cuccagna, regia di Luciano Salce (1962) – non accreditato
- Sacco e Vanzetti, regia di Giuliano Montaldo (1971)
- Piange... il telefono, regia di Lucio De Caro (1975)
- Napoli violenta, regia di Umberto Lenzi (1976)
- Cattivi pensieri, regia di Ugo Tognazzi (1976)
- Il cinico, l'infame, il violento, regia di Umberto Lenzi (1977)
- La banda del gobbo, regia di Umberto Lenzi (1977)
- Il grande attacco, regia di Umberto Lenzi (1978)
- Il commissario di ferro, regia di Stelvio Massi (1978)
- Speed Cross, regia di Stelvio Massi (1979)
- L'avvertimento, regia di Damiano Damiani (1980)
- Flirt, regia di Roberto Russo (1983)
- Tutti dentro, regia di Alberto Sordi (1984)
- Anche i commercialisti hanno un'anima, regia di Maurizio Ponzi (1994)
- Albergo Roma, regia di Ugo Chiti (1996)
- 3, regia di Christian De Sica (1996)
- Mi fai un favore, regia di Giancarlo Scarchilli (1996)
- Roseanna's Grave, regia di Paul Weiland (1997)
- L'ultimo capodanno, regia di Marco Risi (1998)

### Televisione
- II viaggio a Beguna, regia di Giuseppe Di Martino – film TV (1962)
- Il mondo è una prigione, regia di Vittorio Cottafavi – film TV (1962)
- Una tragedia americana, regia di Anton Giulio Majano – miniserie TV, episodi 1x06-1x07 (1962)
- Una volta nella vita, regia di Mario Landi – film TV (1963)
- Paura per Janet, regia di Daniele D'Anza – miniserie TV, episodio 1x06 (1963)
- La cittadella, regia di Anton Giulio Majano – miniserie TV, episodio 1x03 (1964)
- I miserabili, regia di Sandro Bolchi – miniserie TV, episodi 1x06-1x08-1x09 (1964)
- I grandi camaleonti, regia di Edmo Fenoglio – miniserie TV, episodio 1x03 (1964)
- La donna di fiori, regia di Anton Giulio Majano – miniserie TV, episodio 1x02 (1965)
- Vita di Dante, regia di Vittorio Cottafavi – miniserie TV, episodio 1x02 (1965)
- L'ammiraglio, regia di Anton Giulio Majano – film TV (1965)
- Le inchieste del commissario Maigret – serie TV, episodio 2x03 (1966)
- Le avventure di Laura Storm – serie TV, episodio 2x04 (1966)
- Il triangolo rosso – serie TV, episodi 1x01-1x06 (1967)
- Breve gloria di mister Miffin – serie TV, episodio 1x04 (1967)
- Caravaggio, regia di Silverio Blasi – miniserie TV, episodi 1x01-1x02 (1967)
- Sheridan, squadra omicidi – serie TV, episodi 1x01-1x02-1x03 (1967)
- Il circolo Pickwick, regia di Ugo Gregoretti – miniserie TV, episodio 1x01 (1968)
- La donna di quadri, regia di Leonardo Cortese – miniserie TV, 4 episodi (1968)
- La freccia nera, regia di Anton Giulio Majano – miniserie TV, episodi 1x01-1x02 (1968)
- Vivere insieme – serie TV, episodio 1x68 (1968)
- Morte di un commesso viaggiatore, regia di Sandro Bolchi – film TV (1968)
- Nero Wolfe – serie TV, episodio 1x01 (1969)
- La donna di cuori, regia di Leonardo Cortese – miniserie TV, 5 episodi (1969)
- I fratelli Karamazov, regia di Sandro Bolchi – miniserie TV, episodi 1x05 (1969)
- Requiem per un peso massimo, regia di Maurizio Scaparro – film TV (1970)
- Il segno del comando, regia di Daniele D'Anza – miniserie TV, episodi 1x02-1x03 (1971)
- La nascita della Repubblica – serie TV, episodio 1x02 (1971)
- ...e le stelle stanno a guardare – miniserie TV, 4 episodi (1971)
- Astronave Terra, regia di Alberto Negrin – miniserie TV (1971)
- La donna di picche, regia di Leonardo Cortese – miniserie TV, 4 episodi (1972)
- La pietra di luna, regia di Anton Giulio Majano – miniserie TV, episodio 1x06 (1972)
- Sul filo della memoria – miniserie TV, episodi 1x02-1x03 (1972)
- Delitto di regime - Il caso Don Minzoni, regia di Leandro Castellani – miniserie TV (1973)
- Qui squadra mobile – serie TV, episodi 1x01 (1973)
- Una pistola nel cassetto – miniserie TV, episodi 1x01-1x02-1x03 (1974)
- Tommaso d'Aquino, regia di Leandro Castellani – film TV (1975)
- L'assedio di Firenze, regia di Ugo Gregoretti – film TV (1975)
- Processo a Maria Tarnowska – miniserie TV, episodi 1x01 (1977)
- Ligabue, regia di Salvatore Nocita – miniserie TV, episodio 1x03 (1977)
- Il balordo, regia di Pino Passalacqua – miniserie TV, episodio 1x03 (1978)
- A torto e a ragione – serie TV, episodio 1x03 (1979)
- Racconti di fantascienza, regia di Alessandro Blasetti – miniserie TV, episodio 1x02 (1979)
- Il gioco degli inganni – miniserie TV, episodio 1x03 (1980)
- L'eredità della priora, regia di Anton Giulio Majano – miniserie TV, episodio 1x05 (1980)
- Dei miei bollenti spiriti – miniserie TV, episodio 1x03 (1981)
- I segreti della contessa di Cadignan (Les secrets de la princesse de Cadignan), regia di Jacques Deray – film TV (1982)
- I racconti del maresciallo, regia di Giovanni Soldati – miniserie TV, episodio 1x04 (1984)
- Quei trentasei gradini, regia di Luigi Perelli – miniserie TV, episodio 1x06 (1985)
- Vincere per vincere, regia di Stefania Casini – film TV (1990)
- Tre stelle, regia di Pier Francesco Pingitore – miniserie TV (1999)
- Un bacio nel buio, regia di Roberto Rocco – film TV (2000)

## Doppiaggio

### Cinema
- Pat Morita in Cowgirl - Il nuovo sesso
- John Houseman in Fog
- Morgan Freeman in Brubaker
- Burt Young in A scuola con papà
- Denholm Elliott ne I ragazzi venuti dal Brasile[1]
- William Smith in Conan il barbaro
- Royal Dano in Il texano dagli occhi di ghiaccio
- George Memmoli in Rocky
- Ralph Foody in Il codice del silenzio
- Danny Aiello in Questione d'onore
- Roscoe Lee Browne in Topaz
- Michael Fox in Il clan dei Barker
- Fernando Rey in Nina
- William Dwyer in I due mondi di Charly
- Michael Greene in Vivere e morire a Los Angeles
- George Pastell in Gioco perverso
- Carl Reiner in Buon compleanno Topolino
- Feodor Chaliapin Jr. in Inferno
- Hisaya Ito in Gli eredi di King Kong
- Susumu Fujita in Dogora, il mostro della grande palude
- James Dickey in Un tranquillo weekend di paura
- Peter Aanensen in Un grido nella notte
- Ennio Antonelli in Sapore di mare e Sapore di mare 2 - Un anno dopo

### Serie televisive
- Martin Landau in Missione impossibile (st. 3)
- Jack Warden in N.Y.P.D. (2ª voce)
- Ricardo Montalbán in Star Trek
- Milton Gonçalves in Destini
- George Kennedy in Poliziotto di quartiere
- Lorne Greene in Bonanza (3ª parte degli episodi)
- Jim Davis in Daniel Boone
- Howard Keel in Dallas (st. 3-5)
- Kevin Hagen ne La casa nella prateria (st. 6-9)

### Serie animate
- Napoleone e voci aggiuntive in Le nuove avventure di Lupin III
- Voci aggiuntive in Occhi di gatto
- Comandante Hydargos (2^ voce) in Atlas UFO Robot (ed. 1978)
- Dick Dastardly in  Wacky Races , Dastardly e Muttley e le macchine volanti
- Gran Maresciallo del Demonio in Il Grande Mazinga